# Williamsův syndrom
Williamsův syndrom (též známý jako Williams-Beurenův syndrom) je geneticky podmíněná porucha, která zasahuje do fyzického, psychického i mentálního zdraví. Lidé s WS (či WBS) mají obvykle široké čelo, krátký nos a plné tváře i rty. Vyznačují se drobným vzhledem a mívají mírné až střední mentální postižení, obtížně plní vizuální prostorové úkoly, obtíže jim činí kreslení, orientace v prostoru, zatímco jejich slovní dovednosti zůstávají relativně nedotčeny. Tito lidé jsou obvykle velmi společenští, snadno komunikují s cizími lidmi a mají veselou povahu. Po zdravotní stránce se potýkají s mnoha problémy - zubními a srdečními (především supravalvulární aortální stenózou) vadami a také s hyperkalcémií (vysokými hladinami vápníku v krvi).
Williamsův syndrom je způsoben genetickou abnormalitou, konkrétně delecí asi 27 genů z dlouhého ramene jednoho ze dvou chromozomů 7. Obvykle jde o náhodnou událost během formování vajíčka nebo spermatu, ze kterého se člověk vyvine. V malém počtu případů se dědí od postiženého rodiče autozomálně dominantním způsobem. Různé charakteristické rysy byly spojeny se ztrátou specifických genů. Diagnóza je obvykle podezřelá na základě symptomů a potvrzena genetickým testováním.
Léčba zahrnuje speciální vzdělávací programy a různé typy terapie. K nápravě srdečních problémů jsou často nutné chirurgické zákroky. Pro snížení vysoké hladiny vápníku v krvi mohou být vyžadovány dietní opatření nebo léky. Syndrom byl poprvé popsán v roce 1961 Novozélanďanem Johnem C.P. Williamsem. Williamsův syndrom postihuje 1 z 7 500 až 1 z 20 000 lidí. Průměrná délka života je nižší než u běžné populace, a to především kvůli zvýšenému výskytu srdečních chorob.

## Příznaky

### Fyzické příznaky
Nejběžnějšími příznaky Williamsova syndromu jsou srdeční vady a neobvyklé rysy obličeje. Mezi další příznaky patří nedostatečné přibírání na váze v kojeneckém věku a nízký svalový tonus. Lidé s Williamsovým syndromem mívají široce rozložené zuby, dlouhý philtrum a zploštělý nosní můstek.
Většina lidí s Williamsovým syndromem je velmi společenská a vysoce verbální ve vztahu k jejich IQ.
Lidé s Williamsovým syndromem mají mnoho problémů se srdcem, především srdeční šelest, zúžení hlavních krevních cév a supravalvulární aortální stenózu. Dále mohou mít gastrointestinální problémy, především těžké nebo dlouhodobé koliky, bolesti břicha a divertikulitidu, noční enurézu (noční pomočování) a problémy s močením, nepravidelné zuby, defekty zubní skloviny a hormonální problémy, přičemž nejčastějším problémem je vysoký obsah vápníku v krvi. U dětí se občas vyskytuje hypotyreóza, ale u dospělých neexistuje důkaz, že by k ní byli náchylní; dospělí s WS mají vyšší riziko vzniku diabetu 2. typu, který se občas objeví již ve věku 21 let.
Lidé s Williamsovým syndromem mají často hyperakuzi (zvýšenou citlivost pacienta na hluk) a fonofobii (nesnášenlivost hlasitým zvuků), která se podobá ztrátě sluchu způsobené hlukem, ale může být způsobena poruchou sluchového nervu. Lidé s WS ale často milují hudbu a je daleko pravděpodobnější, že budou mít absolutní sluch. Také bývají častěji leváci a mívají dominantní levé oko.
Lidé s Williamsovým syndromem mají často problémy s očima. Některé studie uvádějí, že až 75 % z nich trpí strabismem (šilháním), především esotropií. Lidé s Williamsovým syndromem mají problémy s vizuálním zpracováním, to ale spíše než s hloubkovým vnímáním souvisí s obtížemi při řešení složitých prostorových vztahů.
Lidem s Williamsovým syndromem chybí mnoho genů, což má za následek abnormality v mozku, včetně abnormalit v mozečku, pravém parietálním laloku a levé frontální kortikální oblasti. Tyto změny jsou příčinou zrakově-prostorových poruch a problémů s načasováním chování.
U lidí s WS jsou často abnormálně vyvinuty čelní mozkové dráhy, což může souviset s jejich problémy s koordinací a jemnou motorikou, například s kreslením a psaním. Lidé s Williamsovým syndromem mají také často velké problémy s motorikou, včetně potíží s chůzí po schodech, nadměrných motorických reflexů (hyperreflexie) a rychlého nedobrovolného pohybu očí (nystagmus).
Williamsův syndrom je také pozoruhodný tím, že lidé s tímto syndromem vykazují abnormality v parietálně-dorzálních oblastech neokortexu, ale nikoli ve ventrálních oblastech. Parietálně-dorzální oblast se zabývá vizuálním zpracováním, které podporuje vizuálně-prostorovou analýzu prostředí, zatímco ventrální oblast je spojována se sémantickým rozpoznáváním vizuálních podnětů a s rozpoznáváním tváří. Lidé s Williamsovým syndromem jsou tedy často schopni vizuálně identifikovat a rozpoznávat celé objekty a pojmenovávat je, mají však problémy s zrakovo-prostorovou konstrukcí (vidí objekt jako složený z mnoha menších částí a znovu jej vytvářejí) a s orientací v prostoru
Lidé s Williamsovým syndromem bývají přívětiví a hyperverbální, což je zapříčiněno sníženou inhibiční schopností, která pramení z deficitu hřbetního frontálního úseku. Podle některých studií má amygdala osob s Williamsovým syndromem větší objem než amygdala běžného člověka (v dětství je ale menší než průměr). Neuroimagingové studie ukazují, že lidé s Williamsovým syndromem mají sníženou reaktivitu amygdaly během reakce na sociálně děsivé podněty (například na nesouhlasné tváře), ale zvýšenou reaktivity amygdaly při setkání s nesociálními stimuly strachu (například se zvířaty, které nahánějí strach). Toto může částečně vysvětlit zjevnou absenci sociální inhibice pozorované u lidí se syndromem a četnost úzkostných symptomů. Existují také důkazy, že lidé s WS vykazují při pozorování šťastných výrazů obličeje hyperaktivitu amygdaly.
U lidí s Williamsovým syndromem byl pozorován zvýšený objem levé sluchové kůry a jeho zvýšená aktivita, což je spojováno tím, že pacienti s WS mají nadání pro rytmus a hudbu. Podobná velikost sluchové kůry byla zjištěna pouze u profesionálních hudebníků.
K nejčasnějším symptomům Williamsova syndromu patří nízká porodní váha, špatné prospívání v kojeneckém věku, potíže s kojením, noční podrážděnost a gastroezofageální reflux. Vady obličeje charakteristické pro WS jsou přítomny již v raném dětství, zrovna tak jako srdeční šelest a vrozené srdeční vady, které jsou často zjištěny při první návštěvě dětského lékaře. Problémy se srdcem v dětství často navedou lékaře k diagnóze Williamsova syndromu.

### Psychologie
Vývojová opoždění jsou přítomna ve většině případů Williamsova syndromu a zahrnují opoždění jazykových schopností a zpožděný rozvoj motorických dovedností. Lidé s Williamsovým syndromem rozvíjejí ve srovnání s ostatními dětmi své jazykové schopnosti poměrně pozdě a první slovo dítěte se často objevuje až ve věku tří let. Jazykové schopnosti jsou obvykle považovány jako nedostatečné až do dospívání v oblastech sémantiky, morfologie a fonologie, ne však ve slovní zásobě.
Williamsův syndrom se také vyznačuje opožděným rozvojem motorických dovedností. Kojenci s WS dovedou zvednout hlavičku a sedět bez podpory o několik měsíců později než obvykle se vyvíjející děti. Tento opožděný vývoj pokračuje i v dětství, kdy se pacienti s Williamsovým syndromem naučí chodit později než ostatní děti. U malých dětí je pozorované motorické opoždění přibližně o pět až šest měsíců. Některé výzkumy však naznačují, že s věkem se zpoždění v jejich vývoji stává extrémnější. Děti s WS jsou obzvláště pozadu ve vývoji koordinace, jemných pohybových dovedností, jako je psaní a kreslení, v době odezvy a v síle a obratnosti paží. Poškozená motorická schopnost přetrvává (a možná se i zhoršuje), když děti s Williamsovým syndromem dosáhnou dospívání.
Dospělí a adolescenti s Williamsovým syndromem obvykle dosahují podprůměrné výšky a hmotnosti. S přibývajícím věkem se jim často rozvinou problémy s klouby a hypertonie (abnormálně zvýšený tonus svalů). Kardiovaskulární problémy, hypertenze, gastrointestinální problémy a genitourinární symptomy často přetrvávají i do dospělosti. Dospělí s Williamsovým syndromem jsou obvykle omezeni ve své schopnosti žít samostatně nebo pracovat v konkurenčním prostředí zaměstnání, ale toto vývojové poškození je připisováno spíše psychologickým symptomům než fyziologickým problémům.
Lidé s Williamsovým syndromem bývají více úzkostliví a často se jim vyvine některá z fobií, což může být spojeno s hyperacusis (vysoká citlivost na určité frekvence zvuku). Ve srovnání s ostatními dětmi se zpožděním ve vývoji vykazují děti se Williamsovým syndromem výrazně větší počet různých obav. Výzkum naznačuje, že 35 % těchto dětí má fobii ve srovnání s 1–4,3 % u dětí s jinými typy vývojových zpoždění. Williamsův syndrom je také silně spojován s poruchami pozornosti a souvisejícími psychologickými symptomy, jako je špatná koncentrace, hyperaktivita a sociální disinhibice.
Kognitivní schopnosti (IQ) lidí s WS se obvykle pohybují od mírné po střední úroveň mentálního postižení. Jedna studie 306 dětí s Williamsovým syndromem zjistila skóre IQ v rozmezí od 40 do 112 s průměrnou hodnotou 69,32 (skóre IQ 100 je průměr v běžné evropské populaci). Lidé s Williamsovým syndromem čelí zejména výzvám ve vizuálně-motorických dovednostech a vizuospatiální konstrukci. Většina postižených lidí není schopna se prostorově orientovat a mnozí zažívají potíže, když dostanou úkol, který vyžaduje i nejzákladnější řešení vizuálních problémů. Mnoho dospělých s Williamsovým syndromem nedokáže dokončit jednoduchou šestidílnou skládačku určenou pro malé děti. Tyto visuospatiální deficity mohou souviset s poškozením dorzální kortikální dráhy pro vizuální zpracování.
Přes své fyzické a kognitivní deficity projevují lidé s Williamsovým syndromem působivé sociální a slovní schopnosti. Pacienti s WS bývají vysoce verbální vzhledem k jejich IQ. Když jsou děti s Williamsovým syndromem požádány, aby vyjmenovaly řadu zvířat, dokáží vyjmenovat různá zvířata, jako je koala, kočka, sup, jednorožec, lachtan, jak, rys a Brontosaurus, mnohem více druhů, než by se očekávalo od dětí s IQ něco přes 60. Další silné stránky, které jsou spojovány s Williamsovým syndromem, jsou sluchové schopnosti krátkodobé paměti a rozpoznávání obličeje. Řeč lidí s Williamsovým syndromem se od běžné populace liší zejména tím, že lidé s WS mají tendenci používat řeč, která je bohatá na emoční deskriptory, má vysokou prozodii (přehnaný rytmus a emoční intenzitu) a neobvyklé termíny a idiomy.
Mezi charakteristické znaky lidí s Williamsovým syndromem patří zjevný nedostatek sociální inhibice. Dykens a Rosner (1999) během svého výzkumu zjistili, že 100 % lidí s Williamsovým syndromem bylo laskavých, 90 % hledalo společnost jiných, 87 % se dokázalo vcítit do bolestí druhých, 84 % rádo pečovalo o ostatní, 83 % bylo nesobeckých/odpouštějících, 75 % nikdy ve skupině nezůstalo bez povšimnutí a 75 % bylo šťastných, když se druhým dařilo. Děti s Williamsovým syndromem navazují normální a častý oční kontakt. Malé děti s WS často přijdou k cizímu člověku a obejmou ho. Lidé s WS jsou obvykle empatičtí a jen velmi zřídka projevují agresi. Lidé s WS dokáží z očí vyčíst záměry, emoce a duševní stavy. Úroveň přátelství pozorovaná u lidí s WS je však často nevhodná pro sociální prostředí, a dospívající a dospělí s Williamsovým syndromem často prožívají sociální izolaci, frustraci a osamělost navzdory své zřetelné touze po spojení s jinými lidmi.
Přestože se tyto děti často kvůli své společenské povaze zdají šťastné, 76–86% z nich tvrdí, že mají málo přátel nebo problémy se svými přáteli. Je to pravděpodobně způsobeno tím, že ačkoli jsou velmi přátelští k cizí lidem a milují setkání s novými lidmi, mohou mít problémy s interakcí na hlubší úrovni.

## Diagnostika
Diagnostika Williamsova syndromu začíná rozpoznáváním fyzických symptomů a markerů, po kterém následuje potvrzující genetický test. Fyzické příznaky zahrnují otoky kolem očí, dlouhý filtrus a hvězdný vzor v duhovce. Fyziologické příznaky, které často přispívají k diagnostice Williamsova syndromu, jsou kardiovaskulární problémy, zejména aortální nebo plicní stenóza a poruchy příjmu potravy u kojenců. Opožděný vývoj je často prvním příznakem WS.
Pokud má lékař podezření na Williamsův syndrom, lze diagnózu potvrdit pomocí genetického testu, obvykle testu FISH neboli Fluorescent in situ hybridization, což je metoda přímé detekce specifického úseku genomu pomocí fluorescenčně značené sondy. Test FISH byl validován v epidemiologických studiích syndromu a bylo prokázáno, že je účinnější metodou identifikace Williamsova syndromu než předchozí metody, které se spoléhaly na přítomnost kardiovaskulárních problémů a specifických rysů v obličeji (které jsou sice velmi časté, ale nejsou přítomny vždy).
Některé diagnostické studie naznačují, že spoléhání se na rysy v obličeji při identifikaci Williamsova syndromu může zapříčinit nesprávné stanovení diagnózy. Vědci věří, že i s významnými klinickými zkušenostmi je obtížné spolehlivě identifikovat Williamsův syndrom pouze na základě rysů obličeje.

## Léčba
Na Williamsův syndrom neexistuje lék. Lékaři obvykle radí vyhýbat se potravinám bohatým na vápník a vitamín D. Mohou také navrhnout léčbu na snížení vysoké hladiny vápníku v krvi. Zúžení krevních cév může být závažným zdravotním problémem a je léčeno individuálně. Fyzioterapie může pomoci pacientům s tuhostí kloubů a nízkým svalovým tonem. Vývojová a logopedická terapie pomáhá dětem s navazováním a udržováním sociálních kontaktů. Další léčba je individuální, záleží na konkrétních problémech pacienta.
Osobám s Williamsovým syndromem se doporučuje každoroční kontrola u kardiologa. Mezi další doporučená vyšetření patří oční vyšetření, vyšetření na tříslovou kýlu, vyšetření sluchu, měření krevního tlaku, ortopedické vyšetření kloubů, svalového tonusu a průběžné hodnocení výživy, růstu a vývoje.
Účinná je behaviorální léčba, především výuka základních dovedností, kdy se pacienti s WS učí jednat s ostatními, jak a kdy se chovat v prostředí, jako je škola nebo pracoviště, a jak se vyvarovat nebezpečí a zneužívání. Doporučenou léčbou strachu je terapie. Vždy je potřeba zajistit, aby okouzlující povaha pacientů nemaskovala jejich vnitřní pocity.
Snad nejefektivnější léčbou je pro lidi s Williamsovým syndromem hudba. Pro lidi s Williamsovým syndromem je hudba jejich silnou stránkou, i když pouze jejich absolutní sluch a smysl pro rytmus. Nejen, že pro ni mají nadání, mají ji také rádi. Ukázalo se, že hudba může pomoci s vnitřní a vnější úzkostí, jíž tito lidé často trpí.

## Komunita v Česku
Lidé postiženi Williamsovým syndromem se mohou obrátit na různé organizace. V České republice se jim snaží pomoci spolek Willík, jehož cílem je podpora rodin a snaha o začlenění lidí s Williamsovým syndromem do společnosti. Spolek Willík se snaží vzdělávat rodiče tím, že jim poskytuje různé informační materiály, organizuje odborné přednášky a semináře, a provozuje webové stránky. Dále také organizuje společná setkání, kde rodiče získají možnost vzájemně se poznat, sdílet své starosti a vyměňovat si nabyté zkušenosti.